# Substantie P
Substantie P (beter bekend onder de Engelse naam substance P) is een neuropeptide en een neurotransmitter die onder de tachykinin family valt. Het bestaat uit elf aminozuren. Substantie P wordt vrijgegeven door sensorische zenuwcellen na schadelijke prikkels .
Substantie P is betrokken bij een aantal processen in het centraal zenuwstelsel, zoals stemmingstoornissen, angst, stress, neurogenese, neurotoxiciteit, misselijkheid en overgeven. Ook is het betrokken bij het transport van pijnprikkels van de perifere zenuwen naar het centraal zenuwstelsel.
Het heeft ook een rol in het stimuleren van de immuniteit. Stoffen zoals GABA en serotonine kunnen het vrijkomen van substantie P onderdrukken.
Substantie P-neuron wordt geïnhibeerd door de neurotransmitter endorfine en kan dus ook door morfine en andere opioïden worden gedeactiveerd.

## Mechanisme
Substantie P vervult zijn rol door het binden van neurokinin receptor 1 (NK1R) een G-eiwitgekoppelde receptor.
acetylcholine (ACh) · adrenaline · anandamide · aspartaat (Asp) · β-lipoproteïne · bombesine · cholecystokinine (CCK) · corticotropine (ACTH) · dopamine (DA) · dynorfine · endorfine · enkefaline · γ-aminoboterzuur (GABA) · glutamaat (Glu) · glycine (Gly) · histamine · leumorfine · motiline · neurofysine I · neurofysine II · neurokinine A · neurokinine B · neuropeptide A · neuropeptide γ · neuropeptide Y · noradrenaline · peptide YY · serotonine (5-HT) · stikstofoxide (NO) · substantie P